# Vestipitant
Vestipitant je razvio GlaksoSmitKlajn. Ovaj lek deluje kao selektivni antagonist za NK1 receptor. On je u razvoju kao potencijalni antiemetik i anksiolitik, i kao lek za tinitus.

## Spoljašnje veze
|  | Molimo Vas, obratite pažnju na važno upozorenje u vezi sa temama iz oblasti medicine (zdravlja). |